# Evezés az 1906. évi nyári olimpiai játékokon
Az 1906-os pánhellén olimpián az evezésben hat számban avattak olimpiai bajnokot.

## Éremtáblázat
A táblázatban a rendező ország csapata és a magyar csapat eltérő háttérszínnel, az egyes számoszlopok legmagasabb értéke, vagy értékei vastagítással kiemelve.
| Az 1906. évi nyári olimpiai játékok éremtáblázata evezésben | Az 1906. évi nyári olimpiai játékok éremtáblázata evezésben | Az 1906. évi nyári olimpiai játékok éremtáblázata evezésben | Az 1906. évi nyári olimpiai játékok éremtáblázata evezésben | Az 1906. évi nyári olimpiai játékok éremtáblázata evezésben | Olimpia  |
| ----------------------------------------------------------- | ----------------------------------------------------------- | ----------------------------------------------------------- | ----------------------------------------------------------- | ----------------------------------------------------------- | -------- |
|                                                             | Ország                                                      | Arany                                                       | Ezüst                                                       | Bronz                                                       | Összesen |
| 1.                                                          | Olaszország (ITA)                                           | 4                                                           | 1                                                           | 1                                                           | 6        |
| 2.                                                          | Franciaország (FRA)                                         | 1                                                           | 2                                                           | 3                                                           | 6        |
| 3.                                                          | Görögország (GRE)                                           | 1                                                           | 2                                                           | 1                                                           | 4        |
|                                                             |                                                             |                                                             |                                                             |                                                             |          |
| 4.                                                          | Nemzetközi Csapat (ZZX)                                     | 0                                                           | 1                                                           | 0                                                           | 1        |
|                                                             |                                                             |                                                             |                                                             |                                                             |          |
| Összesen                                                    | Összesen                                                    | 6                                                           | 6                                                           | 6                                                           | 18       |

## Érmesek
| Az 1906. évi nyári olimpiai játékok érmesei evezésben | |         | |         | |        |
| Versenyszám                                           | Arany | Arany   | Ezüst | Ezüst   | Bronz | Bronz  |
| egypárevezős                                          | Gaston Deleplace · Franciaország (FRA)                                                                     | 5:53,4  | Jiseph Larran · Franciaország (FRA)                                                                                           | 5:07,2  | Nem adták ki |        |
| kormányos kettes 1000 m                               | Olaszország (ITA) · Enrico Bruna · Giorgio Cesana · Emilio Fontanella                                      | 4:23,0  | Olaszország (ITA) · Emilio Cesarana · Francesco Civera · Luigi Diana                                                          | 4:30,0  | Franciaország (FRA) · Gaston Delaplane · Charles Delaporte · Marcel Frébourg                                        | -      |
| kormányos kettes 1 mérföld                            | Olaszország (ITA) · Enrico Bruna · Giorgio Cesana · Emilio Fontanella                                      | 7:32,4  | Nemzetközi Csapat (ZZX) · Max Orban · Belgium (BEL) · Remy Orban · Belgium (BEL) · Theofiliakos Psiliakos · Görögország (GRE) | 8:00,0  | Franciaország (FRA) · Adolphe Bernard · Joseph Halcet · Jean-Baptiste Mathieu                                       | 8:08,6 |
| kormányos négyes                                      | Olaszország (ITA) · Enrico Bruna · Giorgio Cesana · Emilio Fontanella · Giuseppe Poli · Riccardo Zardinoni | 8:13,0  | Franciaország (FRA) · Gaston Delaplane · Charles Delaporte · Léon Delignières · Paul Echard · Marcel Frébourg                 | -       | Franciaország (FRA) · Adolphe Bernard · Joseph Halcet · Jean-Baptist Laporte · Jean-Baptist Mathieu · Pierre Sourbé | -      |
| hatfős tengerészeti csónak                            | Olaszország (ITA) · VARESE                                                                                 | 10:45,0 | Görögország (GRE) · SPETSAI                                                                                                   | -       | Görögország (GRE) · HYDRA                                                                                           | -      |
| tizenhat fős tengerészeti csónak                      | Görögország (GRE) · POROS                                                                                  | 16:35,0 | Görögország (GRE) · HYDRA | 17:09,6 | Olaszország (ITA) · VARESE                                                                                          | -      |